# GreedFall
GreedFall – fabularna gra akcji wyprodukowana przez studio Spiders i wydana przez Focus Home Interactive. Gra, debiutująca 10 września 2019 na platformach Microsoft Windows, PlayStation 4 i Xbox One, osadzona jest w fikcyjnym uniwersum inspirowanym XVII wiekiem z elementami low fantasy.

## Opis

### Świat gry
Gracz wciela się w de Sardeta, legata Kongregacji Kupieckiej, który wraz ze swoim mającym objąć stanowisko gubernatora kuzynem – Constantinem d’Orsayem – wyrusza na ekspedycję na egzotyczną wyspę Teer Fradee. Celem wyprawy jest odnalezienie leku na tajemniczą chorobę krwi, malichor, która od kilku lat dziesiątkuje mieszkańców kontynentu Gacane, na którą miejscowi naukowcy nie potrafią znaleźć lekarstwa. Wyspa zasiedlona jest zarówno przez rdzennych mieszkańców – Yecht Fradí – jak i sojuszników Kongregacji z kontynentu, którzy przybyli na nią wcześniej: fanatyków religijnych z państwa Thélème, chcących siłą nawrócić Yecht Fradí na swoją wiarę, oraz naukowców z Sojuszu Mostu, chcących wykorzystać miejscowych jako króliki doświadczalne w swoich eksperymentach. Przybycie kolonizatorów, eksploatujących zasoby naturalne i narzucających swoje jarzmo, prowadzi do konfliktów z tubylcami.
Fabuła rozgrywa się w fikcyjnym świecie inspirowanym kolonializmem i XVII wiekiem. Chociaż Kongregacja Kupiecka inspirowana jest renesansowymi Włochami, Thélème Hiszpanią czasów inkwizycji, a Sojusz Mostu Imperium Osmańskim, w grze pojawiają się elementy low fantasy, w tym magia i potwory.

### Fabuła
Po przybyciu na Teer Fradee de Sardet rozpoczyna budowanie sojuszów politycznych z zamieszkującymi wyspę frakcjami, żeby zdobyć ich przychylność i pomoc w odnalezieniu leku na malichor. W trakcie prowadzonych dochodzeń odkrywa, że w rzeczywistości jest Yecht Fradí i urodził się jako syn rdzennych mieszkańców, przekazany następnie na wychowanie siostrze księcia d’Orsaya. Od boga wyspy, en on míl frichtimen, dowiaduje się, że źródłem malichoru jest nadmierna eksploatacja zasobów naturalnych Gacane, który – chcąc się bronić – zaczął zarażać mieszkańców.
Na malichor zapada Constantin, któremu pomóc zobowiązuje się Catasach, miejscowy uzdrowiciel. Chcąc ulżyć mu w cierpieniach, przeprowadza rytuał tubylców mający związać Constantina z Teer Fradee i tym samym go wyleczyć. Po tym wydarzeniu Constantin staje się żądny władzy i zamierza zabić en on míl frichtimen, żeby stać się nowym bogiem. Zaraża kolejnych nádaigów – opiekunów wyspy – chcąc przejąć nad nią kontrolę, przegnać Thélème, Sojusz i Kongregację i oddać ją z powrotem we władanie natury. Ostatecznie de Sardet może go zabić albo przyłączyć się do niego, również stając się bogiem wyspy.

## Rozgrywka
Akcja przedstawiona jest z perspektywy trzeciej osoby, z kamerą umieszczoną za plecami postaci, którą można swobodnie obracać. Drużyna składa się z postaci sterowanej przez gracza, de Sardeta, oraz dwóch towarzyszy. Gracz sterować może jedynie poczynaniami grywalnej postaci, podczas gdy dwie pozostałe wspierają ją w walce. W grze zaimplementowany został system aktywnej pauzy, pozwalający użyć umiejętności lub mikstur.
Tworząc postać wybrać można pomiędzy mężczyzną i kobietą reprezentujących jedną z trzech klas – wojownika, maga lub stratega. Początkowy wybór nie jest wiążący – wraz ze zdobywaniem kolejnych poziomów doświadczenia gracz zdobywa punkty cech, umiejętności i atrybutów, które może wydawać we wszystkich drzewkach, tworząc swoje własne klasy. Gracz może wyposażać postacie w nowy sprzęt lub modyfikować istniejący, zwiększając ich statystyki.
Postać gracza zdobywa punkty doświadczenia za pokonywanie wrogów i wykonywanie zadań. Za każdym razem, kiedy awansuje na kolejny poziom, otrzymuje punkt umiejętności, zaś co trzy poziomy zdobywa punkt atrybutu i talentu. Umiejętności odblokowują bądź ulepszają odblokowane już ataki bądź zaklęcia. Atrybuty pozwalają na korzystanie z określonych rodzajów broni bądź pancerzy, zwiększając też statystyki postaci, takie jak maksymalny poziom zdrowia, many czy ilość obrażeń zadawanych przez bronie bądź zaklęcia. Talenty odblokowują dodatkowe możliwości podczas eksploracji czy wykonywania zadań, np. charyzma pozwala na przemówienie postaci do rozsądku i uniknięcie rozlewu krwi, a nauka na tworzenie mikstur.
W grze zastosowano system dialogów, pozwalający zdobyć dodatkowe informacje o świecie i celach zadania. Wraz z odpowiednimi atrybutami bądź talentami dostępne stają się dodatkowe opcje dialogowe. Kierowana przez gracza postać może wchodzić w interakcję zarówno z członkami drużyny, jak i bohaterami niezależnymi. Obecny jest również system reputacji, mierzący poziom relacji pomiędzy de Sardetem a poszczególnymi frakcjami i jego towarzyszami. Utrzymywanie dobrych relacji zapewnia dodatkowe premie. W przypadku frakcji postać otrzymuje niedostępne inaczej przedmioty, zaś po zaprzyjaźnieniu się z towarzyszami zapewniają oni dostęp do dodatkowych zadań oraz zwiększają określony talent, kiedy znajdują się w aktywnej drużynie. Gracz często zmuszany jest do podejmowania nie zawsze jednoznacznych moralnie decyzji, które przekładają się na jego reputację, ale także wpływają na fabułę. Przykładowo, niskie poparcie u towarzysza może sprawić, że ten obróci się przeciwko de Sardetowi.
Akcja prologu rozgrywa się w mieście Sérène, zaś cała reszta na wyspie Teer Fradee. Wyspa podzielona jest na kilkanaście otwartych obszarów, pomiędzy którymi postać gracza może szybko podróżować.

## Produkcja
Na potrzeby gry stworzony został fikcyjny język yecht fradí, którym posługują się rdzenni mieszkańcy Teer Fradee. Opracowany został on przez Antoine’a Henriego. Wśród głównych inspiracji do stworzenia nowego uniwersum twórcy wymieniają Księżniczkę mononoke Hayao Miyazakiego, również opowiadającą o walce rdzennych mieszkańców z kolonistami prowadzącymi do wyniszczenia środowiska naturalnego, film Braterstwo wilków, z którego czerpano inspiracje do tworzenia kostiumów, oraz serial Gra o tron, dzięki któremu w grze znalazło się wiele wątków politycznych. Scenariusz inspirowany był m.in. powieściami Alexandre’a Dumasa, zaś ogólny projekt wizualny twórczością XVII-wiecznych malarzy, w tym m.in. Rembrandta. Gra stworzona została z myślą o wykorzystaniu funkcji konsol PlayStation 4 Pro i Xbox One X.

## Odbiór
Gra spotkała się z mieszanymi reakcjami krytyków. Średnia jej ocen w agregatorze recenzji Metacritic wynosi od 72/100 dla wersji przeznaczonej na PlayStation 4 do 79/100 dla wersji na Xboksa One, z kolei w agregatorze GameRankings od 73,22% dla wersji na komputery osobiste do 82,5% dla wersji na Xboksa One. GreedFall chwalone jest za projekt świata, bogate opcje rozwijania postaci, fabułę i ładną oprawą wizualną, z krytyką spotkały się zaś aspekty techniczne, związane z jej niskim budżetem, i brak ostatnich szlifów.

### Sprzedaż
16 września gra znalazła się na 5. miejscu najchętniej kupowanych gier w Wielkiej Brytanii w wersji pudełkowej. W okresie od 9 do 15 września 2019 roku GreedFall było najchętniej kupowaną grą w Polsce, wyprzedzając m.in. Borderlands 3. Gra okazała się sukcesem komercyjnym, wraz z wydanym kilka miesięcy wcześniej A Plague Tale: Innocence przyczyniając się do zwiększenia przychodów Focus Home Interactive w pierwszym półroczu fiskalnym. GreedFall sprzedało się znacznie lepiej, niż zakładały wewnętrzne prognozy wydawcy.